# François Dacosta
François Dacosta (eigentlich Franco Isaac Dacosta) (* 17. Januar 1778 in Bordeaux; † 1866 ebenda) war ein französischer Klarinettist und Komponist.

## Leben und Wirken
Dacosta erhielt seine erste musikalische Unterweisung von seinem Vater, einem Kaufmann, auf dem Flageolett. Als Autodidakt erlernte er das Spiel der Klarinette und verpflichtete sich, um seine Musikkenntnisse zu vertiefen, mit 14 Jahren für vier Jahre als Militärmusiker in ein in seiner Heimatstadt stationiertes Regiment. 1796 gab er ein erstes, viel beachtetes Solokonzert im Grand Théâtre de Bordeaux. Nach diesem Erfolg trat er eine Zeitlang regelmäßig mit einem befreundeten Pianisten bei Konzerten in Erscheinung.
Im gleichen Jahr wurde er im Pariser Konservatorium aufgenommen und studierte bei Jean-Xavier Lefèvre. Zwei Jahre später beendete er erfolgreich sein Studium mit einem Premier Prix. Danach war er Klarinettist in der Chapelle Impériale, erster Klarinettensolist an der Pariser Oper und einer der Mitbegründer der Société des Concerts du Conservatoire. 1833 bestand eine enge Zusammenarbeit mit dem Musikinstrumentenbauer Louis-Auguste Buffet bei der Entwicklung einer Bassklarinette, die 1836 bei der Uraufführung der Oper Die Hugenotten von Giacomo Meyerbeer im 5. Akt solistisch eingesetzt wurde. 1842 zog er sich nach Bordeaux zurück; er erblindete drei Jahre vor seinem Tod im Jahr 1866.
Laut François-Joseph Fétis umfasst sein kompositorisches Schaffen vier Klarinettenkonzerte, ein dem böhmischen Klarinettisten Joseph Beer (1744–1811) gewidmetes Concertino, Romanzen, „Thèmes variés“ und „Fantaisies“.